# Prisión de Shikma
La prisión de Shikma (en hebreo: בית סוהר שקמה) es una prisión situada en Ascalón una localidad de Israel.
Hay muchos presos palestinos allí , incluyendo el ingeniero Dirar Abu Sisi , que fue secuestrado en Ucrania en febrero de 2011. Entre los ex prisioneros se incluye al famoso científico israelí Mordejái Vanunu, que pasó 11 años de su pena de prisión allí.
Rodeada de altos muros su estructura original fue construida en 1930 por el Reino Unido durante su mandato sobre Palestina otorgado por la Sociedad de las Naciones en el estilo típico de ese país y fue utilizada como cuartel y fortaleza. En 1948, la fortaleza fue asumida por el estado sionista de Israel , sirviendo a partir de 1949 como una comisaría de policía en la ciudad. Desde 1968 el edificio se ha utilizado cada vez más y ahora exclusivamente como una prisión, sufriendo diferentes renovaciones.